# Уваров Микола Митрофанович
Мико́ла Митрофа́нович Ува́ров  (21 листопада 1861, Богодухів — 1942, Харків) — український художник.

## Життєпис
Народився 21 листопада 1861 року в місті Богодухові (нині Харківська область, Україна) в дворянській сім'ї. 1882 року закінчив Харківську малювальну школу Марії Раєвської-Іванової; протягом 1882—1890 років навчавсся у Петербурзькій академії мистецтв.
Повернувшись до Харкова, займався як образотворчим мистецтвом, так і педагогічною діяльністю. З 1897 року працював вчителем малювання у Харківській жіночій гімназії Катерини Драшковської. З 10 жовтня 1915 року і щонайменше до початку 1919 року викладав малюнок у Харківському технологічному інституті. 
У 1930-х рр. викладав курс лекції з реставрації картин у Харківському художньому інституті.
Працював музейним реставратором у Харкові. Помер у Харкові від голоду в 1942 році.

## Творчість
Упродовж 1903—1908 років брав участь в оздобленні будинку Полтавського земства, де створював станкові картини на історичні сюжети. Серед інших разом із Сергієм Васильківським намалював картину «Вибори полковника Пушкаря». Виконав розпис плафона «Апофеоз Аполлона» в актовій залі особняка купця Соколова по вулиці Благовіщенській, № 17 в Харкові.
Автор портретів Тараса Шевченка, Івана Франка, Миколи Лисенка, Дмитра Багалія, Сергія Васильківського та інших, і низки графічних творів, зокрнема сатиричних малюнків на біблійні теми.
Розписав стелі у будинку академіка архітектури Олексія Бекетова, у якому тепер розташований Будинок учених .
За спогадами художника Сергія Бесєдіна, Микола Митрофанович Уваров був першокласним ілюзіоністом і виступав на великих публічних концертах.